# Birgit Bjørnvig
Birgit Bjørnvig, nata Hornum (Copenhagen, 4 gennaio 1936 – 3 ottobre 2015), è stata una politica danese, esponente di Sinistra Radicale e del Movimento Popolare contro l'UE, europarlamentare dal 1987 al 1994.

## Biografia

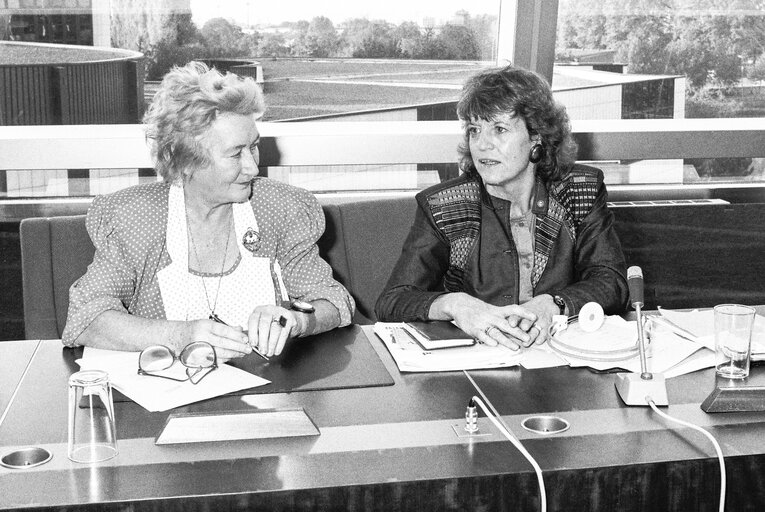
Birgit Bjørnvig con Winnie Ewing nel 1989

Nata a Copenaghen, Birgit Hornum crebbe in una famiglia della classe operaia. Dopo la seconda guerra mondiale, fu accolta da una famiglia di agricoltori in una fattoria sull'isola di Møn. A vent'anni, sposò il figlio del fattore ed ebbe con lui i suoi primi tre figli.
Negli anni cinquanta e sessanta fu impiegata come insegnante di sostegno, occupandosi di bambini disabili, giovani con trascorsi di delinquenza e famiglie di tossicodipendenti.
Ottenuto un lavoro come segretaria per lo scrittore Karl Bjarnhof, conobbe in quel contesto l'intellettuale Thorkild Bjørnvig, che divenne il suo secondo marito e con il quale ebbe un figlio di nome Thore.
Trasferitasi con il coniuge sull'isola di Samsø, divenne preside della scuola locale e si avvicinò alla politica in seguito ad un episodio di avvelenamento dell'acqua potabile che la spinse a schierarsi a favore delle politiche ambientaliste. Aderì al partito della Sinistra Radicale e nel 1978 fu eletta nel consiglio comunale. In veste di consigliera, Birgit Bjørnvig contribuì a rendere l'isola un'area pionieristica per le energie rinnovabili e divenne presidente di un'associazione impegnata sul tema.
Nel 1983 fu per pochi giorni parlamentare al Folketing, succedendo a Bernhard Baunsgaard nella circoscrizione di Aarhus.
Candidatasi alle europee del 1984 come esponente del Movimento Popolare contro l'UE, non risultò inizialmente eletta. Nel 1987 subentrò al Parlamento europeo in sostituzione del dimissionario Jørgen Bøgh. Venne riconfermata per un secondo mandato nelle elezioni del 1989. Fu membro della commissione per la gioventù, la cultura, l'educazione, l'informazione e lo sport, della commissione per la protezione dell'ambiente, la sanità pubblica e la tutela dei consumatori, della commissione per i diritti della donna e presidente del Gruppo Arcobaleno.
Durante la sua permanenza al Parlamento europeo fu impegnata, oltre che nelle cause ambientaliste ed animaliste, anche nella difesa dei popoli indigeni e delle mamme africane, riuscendo a far approvare un rapporto che vietava la vendita di latte artificiale scadente alle donne nei paesi in via di sviluppo.
Dal 1993 in poi Birgit Bjørnvig fu affiliata al Movimento di Giugno, un partito euroscettico di sinistra che lei stessa contribuì a fondare a seguito del referendum nazionale sul Trattato di Maastricht.
Nel 1994 decise di non ricandidarsi ulteriormente alla carica di eurodeputata, per dedicarsi alla sua vita privata e familiare.
Rimase vedova nel 2004 e continuò a vivere nella casa coniugale. Ammalata da tempo, Birgit Bjørnvig morì nel 2015, all'età di settantanove anni. Fu sepolta accanto al marito nel cimitero di Nordby a Samsø.